# Bājī Gavāber
Bājī Gavāber är en ort i Iran.   Den ligger i provinsen Gilan, i den norra delen av landet, 170 km nordväst om huvudstaden Teheran. Bājī Gavāber ligger 83 meter över havet och antalet invånare är 343.
Terrängen runt Bājī Gavāber är varierad.Runt Bājī Gavāber är det ganska tätbefolkat, med 134 invånare per kvadratkilometer. Närmaste större samhälle är Rūdsar, 19,2 km nordväst om Bājī Gavāber. I omgivningarna runt Bājī Gavāber växer i huvudsak blandskog.